# Список министерств Республики Беларусь
В списке представлены министерства Республики Беларусь с 1991 года.
Ряд министерств был переименован из ранее существовавших министерств Белорусской ССР. Некоторые министерства образовывались дважды, в этих случаях различные периоды существования указаны по отдельности и отмечены примечаниями: (первое формирование) и (второе формирование). Если дата упразднения министерства не указана, то оно существует по состоянию на февраль 2024 года.

## Алфавитный список
| А В Ж З И К Л М Н О П Р С Т У Ф Х Ч Э Ю |

## А
- Министерство антимонопольного регулирования и торговли Республики Беларусь (МАРТ) — образовано 3 июня 2016 года путём преобразования Министерства торговли[1]
- Министерство по антимонопольной политике Республики Беларусь — образовано 23 сентября 1994 года (преобразование Госкомитета по антимонопольной политике), упразднено 19 июля 1996 года (образовано Министерство предпринимательства и инвестиций)[2]
- Министерство архитектуры и строительства Республики Беларусь — образовано 26 августа 1994 года (переданы функции Министерства промышленности строительных материалов, Министерства строительства и эксплуатации автомобильных дорог, Госкомитета по архитектуре и строительству)[3]

## В
- Министерство внешних экономических связей Республики Беларусь — образовано 14 марта 1994 года (преобразование Госкомитета по внешним экономическим связям), упразднено 4 декабря 1998 года[4]
- Министерство внутренних дел Республики Беларусь — переименование Министерства внутренних дел Белорусской ССР, существовавшего с 1919 года[5]
- Министерство водного хозяйства и восстановления земель Республики Беларусь — переименование Министерства водного хозяйства и восстановления земель Белорусской ССР, существовавшего с 1990 года. Упразднено 10 января 1992 года[6]

## Ж
- Министерство жилищно-коммунального хозяйства Республики Беларусь — переименование Министерства ЖКХ БССР, существовавшего с 1974 года (ранее — Министерство коммунального хозяйства БССР)[7]

## З
- Министерство здравоохранения Республики Беларусь — переименование Министерства здравоохранения Белорусской ССР, существовавшего с 1919 года[8]

## И
- Министерство иностранных дел Республики Беларусь — переименование Министерства иностранных дел Белорусской ССР, существовавшего (с перерывами) с 1919 года. 4 декабря 1998 года указом Президента Республики Беларусь № 586 министерство упразднено и тем же указом повторно образовано на базе упразднённых МИД, Министерства внешних экономических связей и аппарата Министра по делам СНГ[9]
- Министерство информации Республики Беларусь (первое формирование) — образовано 10 января 1992 года (на базе упразднённых Госкомитета по телевидению и радиовещанию и Госкомитета по печати), упразднено 14 марта 1994 года (См. Министерство культуры и печати)[10]
- Министерство информации Республики Беларусь (второе формирование) — образовано 24 сентября 2001 года (путём преобразования Госкомитета по печати)[11]

## К
- Министерство культуры Республики Беларусь (первое формирование) — переименование Министерства культуры Белорусской ССР, 14 марта 1994 года объединено с Министерством информации в Министерство культуры и печати[12]
- Министерство культуры Республики Беларусь (второе формирование) — образовано 10 ноября 1995 года (разделение Министерства культуры и печати)[13]
- Министерство культуры и печати Республики Беларусь — образовано 14 марта 1994 года, упразднено 10 ноября 1995 года[14]

## Л
- Министерство лёгкой промышленности Республики Беларусь — переименование Министерства лёгкой промышленности Белорусской ССР, упразднено 10 января 1992 года (образован концерн Беллегпром)[15]
- Министерство лесного хозяйства Республики Беларусь (первое формирование) — переименование Министерства лесного хозяйства Белорусской ССР, существовавшего с 1966 года, 24 сентября 2001 года преобразовано в Комитет лесного хозяйства при Совете Министров Республики Беларусь[16]
- Министерство лесного хозяйства Республики Беларусь (второе формирование) — преобразовано из Комитета лесного хозяйства при Совете Министров Республики Беларусь 12 февраля 2004 года[17]

## М
- Министерство монтажных и специальных строительных работ Республики Беларусь — переименование существовавшего министерства БССР, упразднено 10 января 1992 года[18]

## Н
- Министерство по налогам и сборам Республики Беларусь — образовано 24 сентября 2001 года (преобразование 24 сентября 2001 года)[19]
- Министерство народного образования Республики Беларусь — переименование существовавшего с 1988 года министерства БССР, 10 января 1992 года преобразовано в Министерство образования Республики Беларусь[20]

## О
- Министерство обороны Республики Беларусь — образовано Законом Республики Беларусь от 15 ноября 1991 года как Министерство по делам обороны, 11 января 1992 года преобразовано в Министерство обороны[21]
- Министерство образования Республики Беларусь (первое формирование) — образовано 10 января 1992 года путём преобразования Министерства народного образования[22], 23 сентября 1994 года преобразовано в Министерство образования и науки[23]
- Министерство образования Республики Беларусь (второе формирование) — образовано 11 января 1997 года путём преобразования Министерства образования и науки[24]
- Министерство образования и науки Республики Беларусь — образовано 23 сентября 1994 года, преобразовано в Министерство образования 11 января 1997 года[25]

## П
- Министерство по антимонопольной политике — см. #А
- Министерство по делам обороны — см. #О
- Министр по делам СНГ — см. #С
- Министерство по налогам и сборам — см. #Н
- Министерство по управлению государственным имуществом и приватизации — см. #У
- Министерство по чрезвычайным ситуациям — см. #Ч
- Министерство предпринимательства и инвестиций Республики Беларусь — образовано 19 июля 1996 года путём преобразования Министерства по антимонопольной политике, упразднено 24 сентября 2001 года (основные функции переданы Министерству экономики)[26]
- Министерство природных ресурсов и охраны окружающей среды Республики Беларусь — образовано 14 марта 1994 года путём преобразования Госкомитета по экологии[27]
- Министерство промышленности Республики Беларусь — образовано 23 сентября 1994 года путём реорганизации Госкомитета по промышленности и межотраслевым производствам[28]
- Министерство промышленности строительных материалов Республики Беларусь — переименование министерства БССР, упразднено 26 августа 1994 года (образовано Министерство архитектуры и строительства)[29]

## Р
- Министерство ресурсов Республики Беларусь — образовано 10 января 1992 года (на базе упразднённого Госкомитета по материально-техническому снабжению), упразднено 14 марта 1994 года[30]

## С
- Министерство связи Республики Беларусь — образовано 11 января 1997 года путём преобразования Министерства связи и информатики, преобразовано в Министерство связи и информатизации 12 февраля 2004 года[31]
- Министерство связи и информатизации Республики Беларусь — образовано 12 февраля 2004 года путём преобразования Министерства связи[32]
- Министерство связи и информатики Республики Беларусь — переименование министерства БССР, преобразовано в Министерство связи 11 января 1997 года[33]
- Министерство сельского хозяйства и продовольствия Республики Беларусь — переименование министерства БССР[34]
- Министерство социального обеспечения Республики Беларусь — переименование министерства БССР[35], преобразовано в Министерство социальной защиты августе/сентябре 1994 года[38]
- Министерство социальной защиты Республики Беларусь — образовано в августе/сентябре 1994 года[38] путём преобразования Министерства социального обеспечения, преобразовано в Министерство труда и социальной защиты 24 сентября 2001 года[39]
- Министерство спорта и туризма Республики Беларусь — образовано 10 ноября 1995 года (реорганизация Комитета по спорту Министерства культуры и печати)[40]
- Министерство статистики и анализа Республики Беларусь — образовано 23 сентября 1994 года (преобразование Госкомитета по статистике и анализу)[41]
- Министерство строительства Республики Беларусь — переименование министерства БССР, упразднено 10 января 1992 года[42]
- Министерство строительства и эксплуатации автомобильных дорог Республики Беларусь (Миндорстрой) — переименование министерства БССР, упразднено 26 августа 1994 года (функции переданы Министерству архитектуры и строительства)[43]
- Министр по делам Содружества Независимых Государств — должность министра (с аппаратом) учреждена 23 сентября 1994 года[44], ранее существовал Государственный секретариат по делам СНГ

## Т
- Министерство топлива и энергетики Республики Беларусь — образовано 14 марта 1994 года на базе упразднённого Министерства энергетики, упразднено 11 июня 1997 года (функции переданы Министерству экономики и концерну Белэнерго)[45]
- Министерство торговли Республики Беларусь — переименование министерства БССР, 10 января 1992 года преобразовано из союзно-республиканского в республиканское министерство[46], 3 июня 2016 года преобразовано в Министерство антимонопольного регулирования и торговли
- Министерство транспорта Республики Беларусь — переименование министерства БССР, 5 февраля 1993 года преобразовано в Министерство транспорта и коммуникаций[47]
- Министерство транспорта и коммуникаций Республики Беларусь — образовано 5 февраля 1993 года на базе Министерства транспорта[48]
- Министерство труда Республики Беларусь — образовано 23 сентября 1994 года путём преобразования Госкомитета по труду и социальной защите населения, преобразован в Министерство труда и социальной защиты 24 сентября 2001 года[49]
- Министерство труда и социальной защиты Республики Беларусь — образовано 24 сентября 2001 года путём слияния Министерства труда и Министерства социальной защиты[50]

## У
- Министерство по управлению государственным имуществом и приватизации Республики Беларусь (Мингосимущество) — образовано 14 марта 1994 года, упразднено 24 сентября 2001 года (функции переданы Министерству экономики)[51]

## Ф
- Министерство финансов Республики Беларусь — переименование министерства БССР[52]

## Х
- Министерство хлебопродуктов Республики Беларусь — переименование министерства БССР, упразднено 23 сентября 1994 года (присоединено к Министерству сельского хозяйства и продовольствия)[53]

## Ч
- Министерство по чрезвычайным ситуациям Республики Беларусь — образовано 11 января 1997 года путём преобразования Министерства по чрезвычайным ситуациям и защите населения от последствий катастрофы на Чернобыльской АЭС Республики Беларусь[54]
- Министерство по чрезвычайным ситуациям и защите населения от последствий катастрофы на Чернобыльской АЭС Республики Беларусь — образовано 23 сентября 1994 года, преобразовано в Министерство по чрезвычайным ситуациям 11 января 1997 года[55]

## Э
- Министерство экономики Республики Беларусь — образовано 14 марта 1994 года путём преобразования Госкомитета по экономике и планированию[56]
- Министерство энергетики Республики Беларусь (первое формирование) — образовано 10 января 1992 года путём преобразования Госкомитета по топливу и газификации[57], 14 марта 1994 года упразднено (на его базе создано Министерство топлива и энергетики)[58]
- Министерство энергетики Республики Беларусь (второе формирование) — образовано 24 сентября 2001 года[59]

## Ю
- Министерство юстиции Республики Беларусь — переименование министерства БССР[60]